# Boeing P-26
Il Boeing P-26 fu un aereo da caccia monomotore, monoposto e monoplano ad ala bassa, sviluppato dall'azienda aeronautica statunitense Boeing agli inizi degli anni trenta.
Fu il primo intercettore statunitense con struttura monoplana e di costruzione interamente metallica; all'entrata in servizio, avvenuta nei primi mesi del 1934, si guadagnò il soprannome (non assegnato ufficialmente) di Peashooter (letteralmente Sparapiselli, cerbottana, in lingua inglese).

## Storia del progetto
La Boeing propose il proprio Model 248 all'USAAC per un nuovo aereo da caccia nel corso del 1931. Il progetto trovò l'approvazione dell'Aviazione e già alla fine del medesimo anno venne sottoscritto il contratto per la costruzione di tre prototipi.
Il primo di questi si alzò in volo il 20 marzo del 1932 e l'USAAC lo testò, per capire se potesse validamente ricoprire il ruolo di caccia intercettore di nuova generazione, presso la base di Wright Field, sita nella Contea di Greene (Ohio).
Lo svolgimento delle prove statiche e dei test di volo coprì l'intero arco del 1932: i buoni risultati ottenuti condussero l'USAAC e la Boeing alla sottoscrizione di un contratto per una versione migliorata (sulla scorta delle risultanze dei collaudi svolti), definita Model 266 dalla casa costruttrice che avrebbe assunto la designazione di P-26A secondo lo standard dell'epoca.
Il contratto riguardava la fornitura di 111 esemplari del P-26A, ma successivamente fu elevato a 136 velivoli: si trattava del contratto più sostanzioso stipulato dall'USAAC dopo quello del 1921 per la fornitura di duecento velivoli MB-3A.
Le consegne ai reparti di volo iniziarono sul finire del 1933 e terminarono il 30 giugno del 1934.

## Tecnica

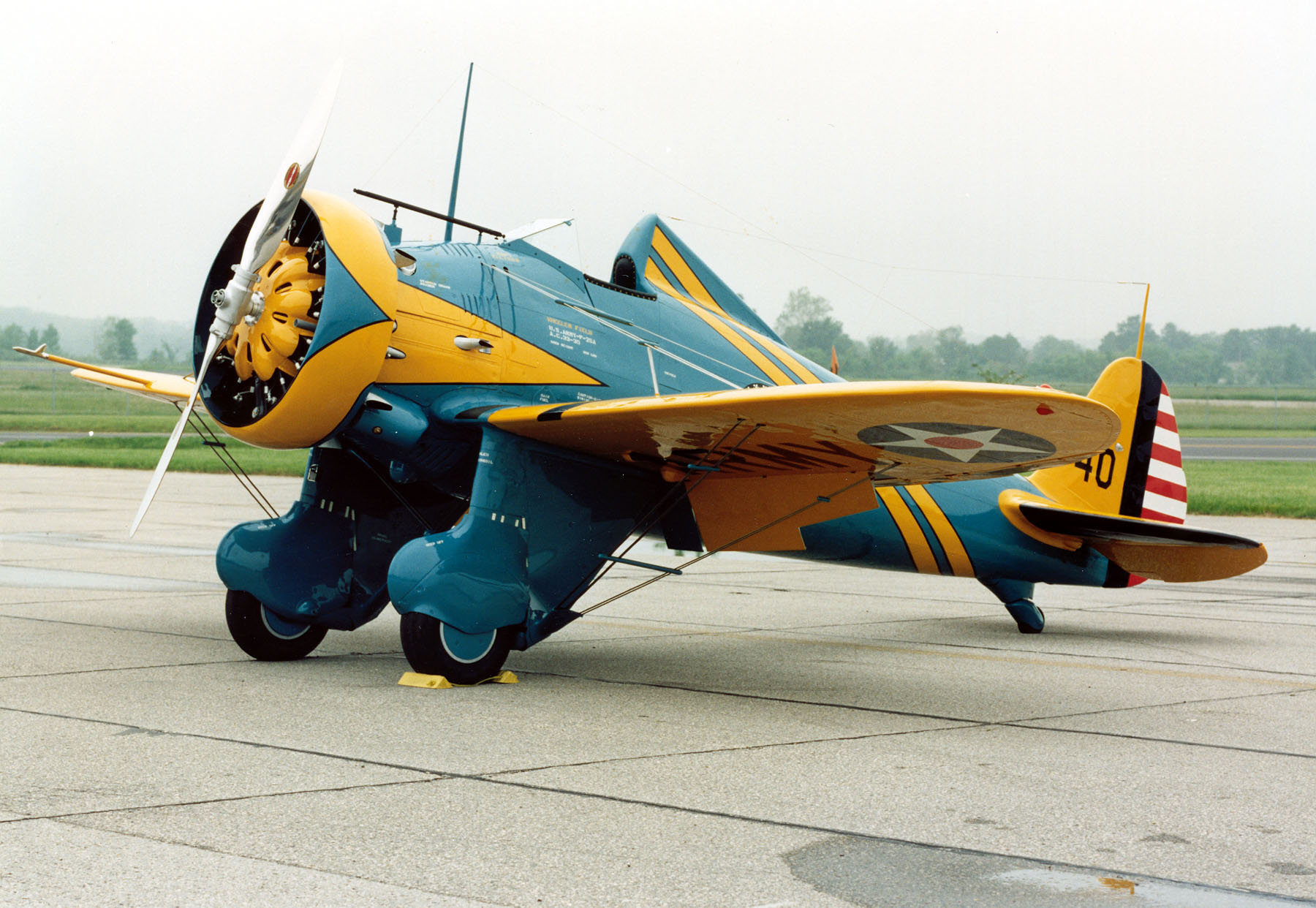
Il Boeing P-26A esposto presso il National Museum of the United States Air Force.

Come detto, essendo stato il primo velivolo da caccia interamente metallico ed il primo monoplano impiegato in tale ruolo, il P-26 rappresentò un passo importante nello sviluppo dell'aviazione statunitense; tuttavia alcune delle caratteristiche che lo contraddistinguevano sarebbero state ben presto rese obsolete da nuovi sviluppi tecnologici ed il Peashooter sarebbe stato tolto, in breve tempo, dai reparti di prima linea.
Il velivolo infatti, pur presentando struttura monoplana, non aveva ala a sbalzo; tuttavia i montanti in acciaio che gli permettevano di sopportare le manovre e le sollecitazioni del volo, non compromettevano i vantaggi di un minore livello di resistenza aerodinamica rispetto ai vecchi progetti biplani. Per contro, all'epoca, non c'era altro modo di assicurare la necessaria robustezza senza raggiungere pesi eccessivi della struttura alare, rendendo di fatto quest'aereo non molto dissimile dai primissimi monoplani come l'Eindecker della Fokker.
Al contrario la fusoliera metallica con struttura a monoguscio, ovvero con il rivestimento metallico che assicurava parte della rigidità richiesta per la sua struttura, era una soluzione all'epoca largamente innovativa ed importante perché consentiva di ridurre i pesi dello scheletro interno, rendendo il rivestimento un elemento strutturale e non soltanto d'importanza aerodinamica, come lo era la tela verniciata.
Per il resto il P-26 non presentava particolari innovazioni: il caccia era dotato di un robusto motore radiale Pratt & Whitney R-1340, 2 mitragliatrici Browning (2 di piccolo calibro o 1 leggera e 1 pesante), predisposizione fino a 200 kg di bombe, una radio (aggiunta in un secondo momento con la sua lunga antenna) ed il mirino “a cerbottana”.
Il carrello era fisso, ma carenato nei suoi tre elementi al fine di ridurre la resistenza aerodinamica; le prestazioni del velivolo, pur risultandone condizionate, erano di tutto rispetto ed il P-26 rimase il caccia più veloce dell'USAAC fino alla comparsa, quattro anni più tardi, del Seversky P-35 e del Curtiss P-36. Anche la manovrabilità era buona (a dispetto dell'aspetto esteriore piuttosto tozzo), grazie alla disposizione dei pesi, concentrati prevalentemente nella parte centrale della fusoliera.
Uno dei difetti riscontrati nel corso delle prove di valutazione, fu evidenziato dal cappottamento di un esemplare durante un atterraggio su una pista non preparata (nell'incidente il pilota rimase ucciso, mentre il velivolo riportò danni di scarso rilievo); inizialmente si tentò di ovviare al problema rivedendo la struttura del poggiatesta (impiegando una sorta di rollbar), mentre in un secondo tempo vennero impiegati ipersostentatori per ridurre la velocità del velivolo nelle fasi dell'atterraggio.

## Impiego operativo

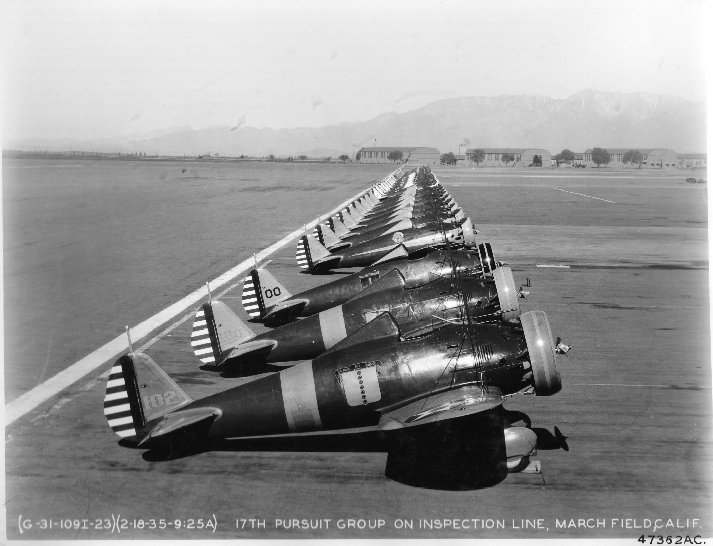
Aerei del 17th Pursuit Group schierati presso il March Field, in California, nel 1935.

Tra le file dell'USAAC il Boeing P-26 venne adottato, a partire dal 1934, da un gran numero di Pursuit Group operanti sul territorio metropolitano degli Stati Uniti; tuttavia già dopo quattro anni, con l'entrata in servizio dei P-35 e P-36, i Peashooter furono trasferiti nei teatri esterni (Panama e Hawaii). Tra il 1940 ed il 1941 quasi tutti i reparti di prima linea erano stati equipaggiati con nuovi velivoli da caccia (era nel frattempo entrato in servizio anche il Curtiss P-40) e solo il 31° Squadron (basato ad Albrook Field, nei pressi di Balboa) li ebbe in servizio dopo lo scoppio della seconda guerra mondiale.
All'estero il P-26 non ebbe grande diffusione, a dispetto del favorevole rapporto costi/prestazioni: un esemplare fu inviato in Spagna per una dimostrazione aerea ed una possibile commessa da parte dell'aeronautica Spagnola, ma non suscitò molto entusiasmo. Venne venduto un solo esemplare che fu usato poi nella Guerra civile spagnola ed abbattuto nel 1938.
Undici esemplari vennero acquistati, nel 1934, dalla Cina. Impiegati nella Seconda guerra sino-giapponese, fecero registrare alcuni successi malgrado la schiacciante superiorità numerica degli avversari. Parte dei fondi per l'acquisto di questi velivoli vennero raccolti dalla comunità cinese negli Stati Uniti: cassette per le offerte vennero disposte sui banconi dei ristoranti cinesi.
Alcuni P-26 vennero impiegati nelle Filippine dove combatterono ai comandi di piloti di questo paese organizzati nel 6th Pursuit Squadron: in questo frangente fecero registrare 7 abbattimenti (non tutti confermabili) a fronte della perdita di almeno 4 dei loro. Dopo questo impiego disperato, tra il 10 e il 24 dicembre 1941 gli aerei superstiti vennero dati alle fiamme per impedirne la cattura a causa l'invasione giapponese ormai in atto.
Nel 1943 il Guatemala acquistò dagli Stati Uniti sette P-26A, che sarebbero rimasti in servizio fino al 1957.

## Versioni

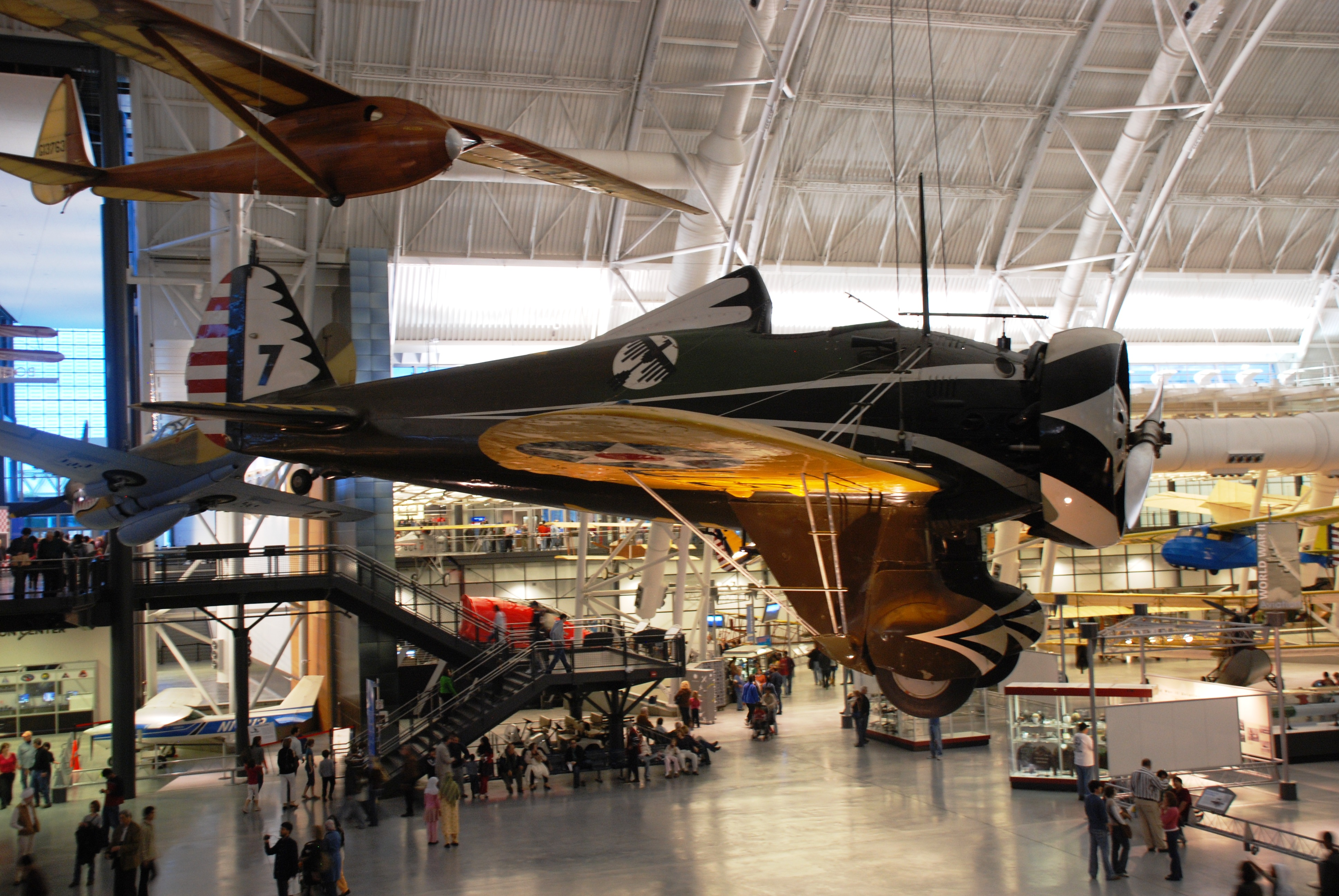
Un P-26A esposto al National Air and Space Museum presso l'Aeroporto internazionale di Washington-Dulles.

- Model 248: tre prototipi (indicati rispettivamente con le sigle XP-26, Y1P-26 e P-26) impiegati per le prove di valutazione, dotati di motori Pratt & Whitney R-1340-21;
- Model 266:
  - P-26A : principale versione di serie, prodotta in 111 esemplari; alcuni di questi, una volta dismessi dall'USAAC vennero venduti al Guatemala;
  - P-26B: due esemplari dotati di motore R-1340-33 a iniezione;
  - P-26C: serie di 23 velivoli inizialmente dotati del motore R-1340-33 nella versione a carburatore, ma successivamente ricondotti allo standard P-26B; la fornitura al Guatemala comprese anche alcuni velivoli di questa serie;
- Model 281: versione con modifiche di dettaglio (assenza dell'apparato radio ed installazione di gomme a bassa pressione per l'impiego da terreni non preparati)[4] destinata all'esportazione; ne furono realizzati 12 esemplari, di cui uno venduto alla Repubblica Spagnola e undici alla Repubblica Cinese.

## Utilizzatori
Cina
- Chung-Hua Min-Kuo K'ung-Chün

 Filippine
- Hukbong Himpapawid ng Pilipinas

 Guatemala
- Fuerza Aérea Guatemalteca

 Panama
 Spagna
- Fuerzas Aéreas de la República Española

 Stati Uniti
- United States Army Air Corps

## Modellismo
- (EN) P-26 Peashooter, su Cybermodeler Online, http://www.cybermodeler.com, 19 novembre 2008. URL consultato il 25 gennaio 2010.
- Una riproduzione del velivolo in scala 1/32 fu realizzata negli anni settanta dalla ditta giapponese Hasegawa.

## Velivoli comparabili
Francia
- Dewoitine D.510

 Giappone
- Mitsubishi A5M

 Italia
- Breda Ba.27

 Unione Sovietica
- Polikarpov I-16

### Pubblicazioni
- (EN) Robert F Dorr, Boeing P-26 Peashooter, in Air International, vol. 48, n. 4, 1995,  p. 239.